# Pałac w Twardocicach
Pałac w Twardocicach – zabytkowy pałac w Twardocicach – wsi w Polsce, w województwie dolnośląskim, w powiecie złotoryjskim, w gminie Pielgrzymka, na Pogórzu Kaczawskim w Sudetach.

## Historia
Późnobarokowy obiekt wybudowany w 1780, nakryty dachem czterospadowym łamanym z lukarnami jest częścią zespołu pałacowego, w skład którego wchodzą jeszcze: stajnia, z trzeciej ćwierci XIX w.; spichrz, z czwartej ćwierci XIX w.; dwie stodoły z bramą, z początku XX w.; obora, z czwartej ćwierci XIX w.